# Crans (Ain)
Crans ist eine französische Gemeinde im Département Ain in der Region Auvergne-Rhône-Alpes. Sie gehört zum Kanton Ceyzériat im Arrondissement Bourg-en-Bresse. 

## Lage
Die Gemeinde Crans liegt im Südosten der Dombes am Fluss Toison, zwölf Kilometer westlich von Ambérieu-en-Bugey. Sie grenzt im Norden an Chalamont, im Osten an Châtillon-la-Palud, im Südosten an Villieu-Loyes-Mollon, im Südwesten an Rignieux-le-Franc und im Nordwesten an Versailleux.

## Bevölkerungsentwicklung
| Jahr                       | 1962 | 1968 | 1975 | 1982 | 1990 | 1999 | 2010 | 2021 |
| Einwohner                  | 136  | 119  | 120  | 145  | 209  | 258  | 269  | 306  |
| Quellen: Cassini und INSEE |      |      |      |      |      |      |      |      |

## Sehenswürdigkeiten
- Kirche Notre-Dame, Monument historique
- Gefallenendenkmal

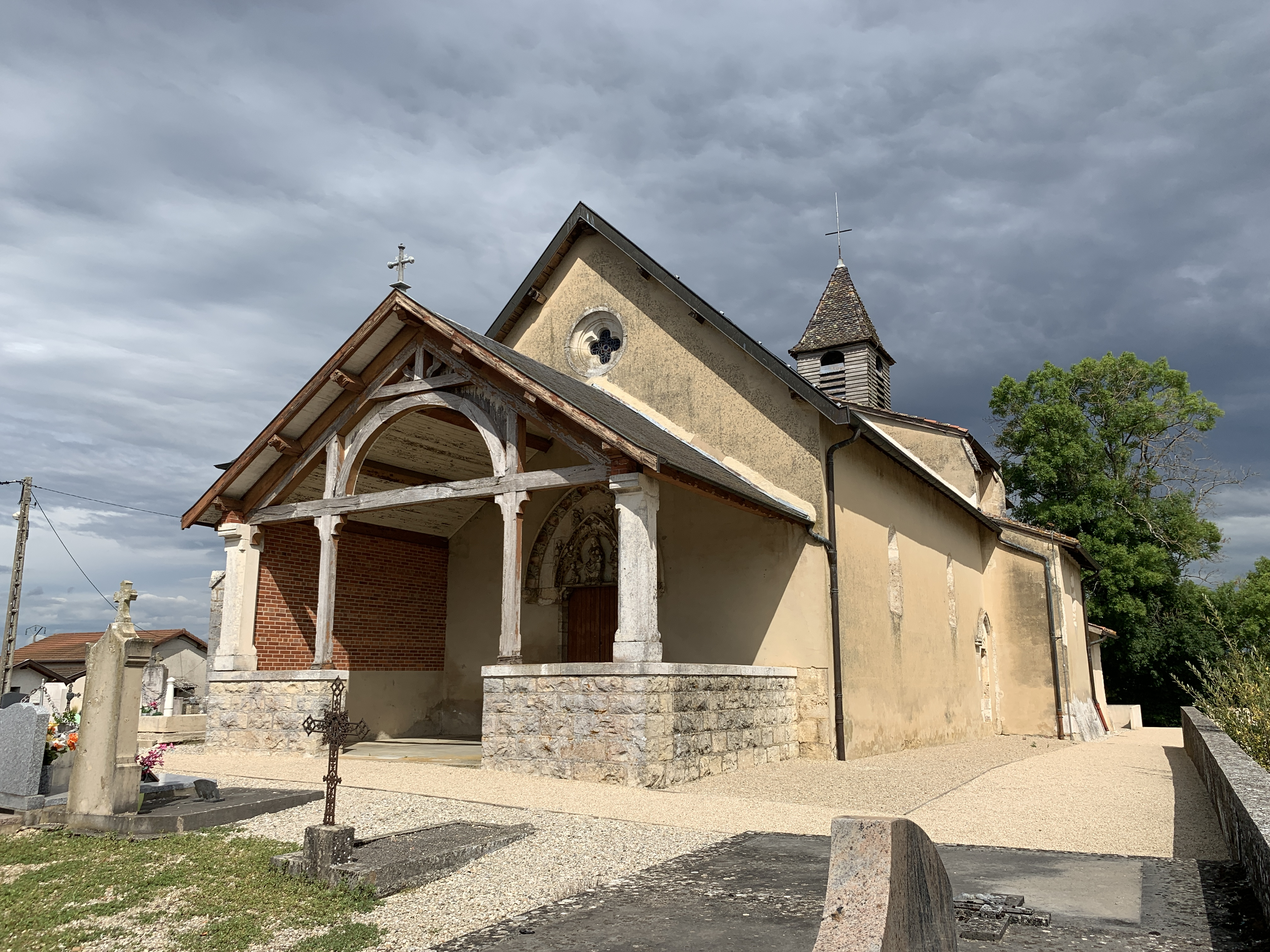
Kirche Notre-Dame
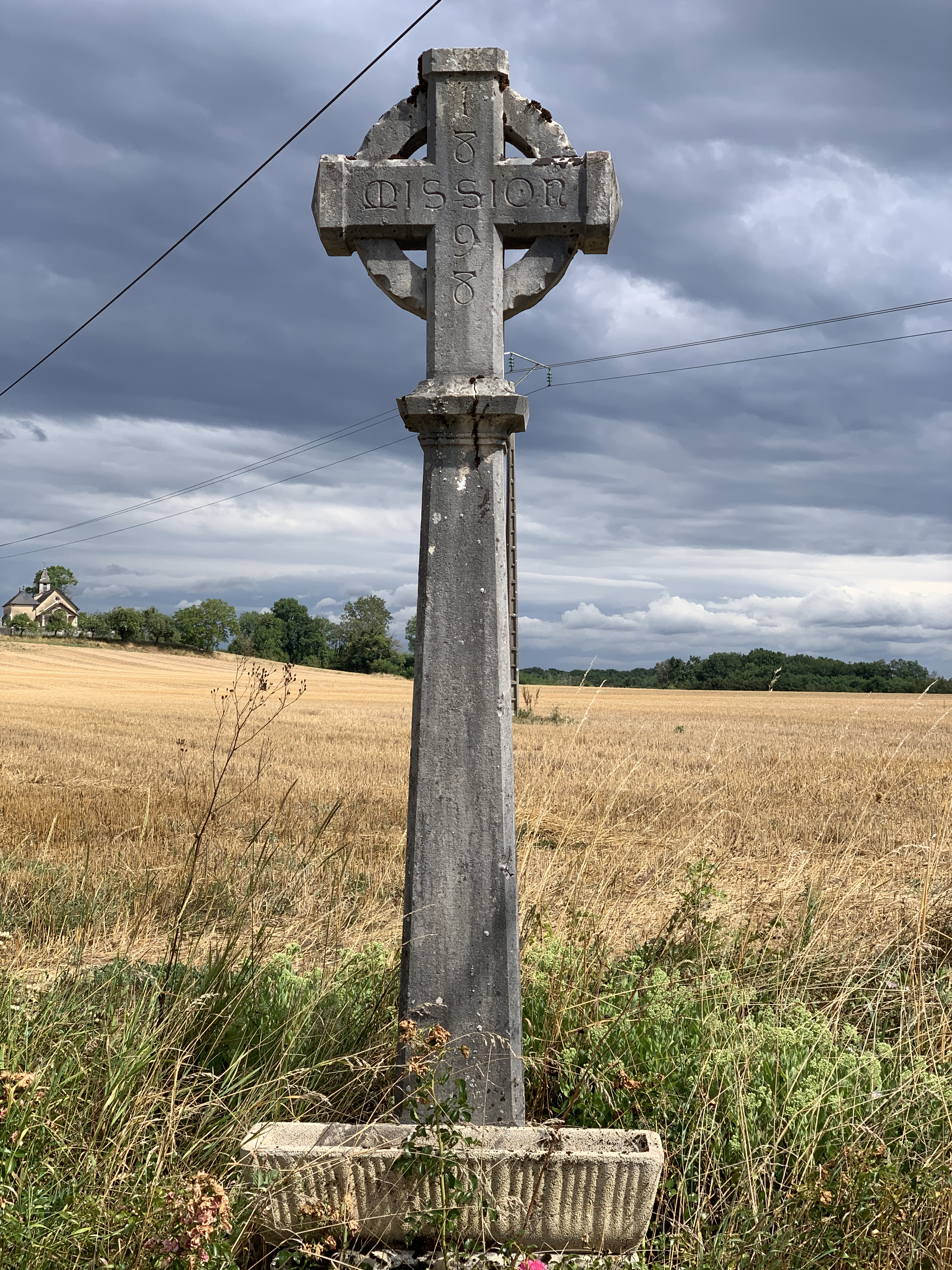
Wegkreuz Signoret
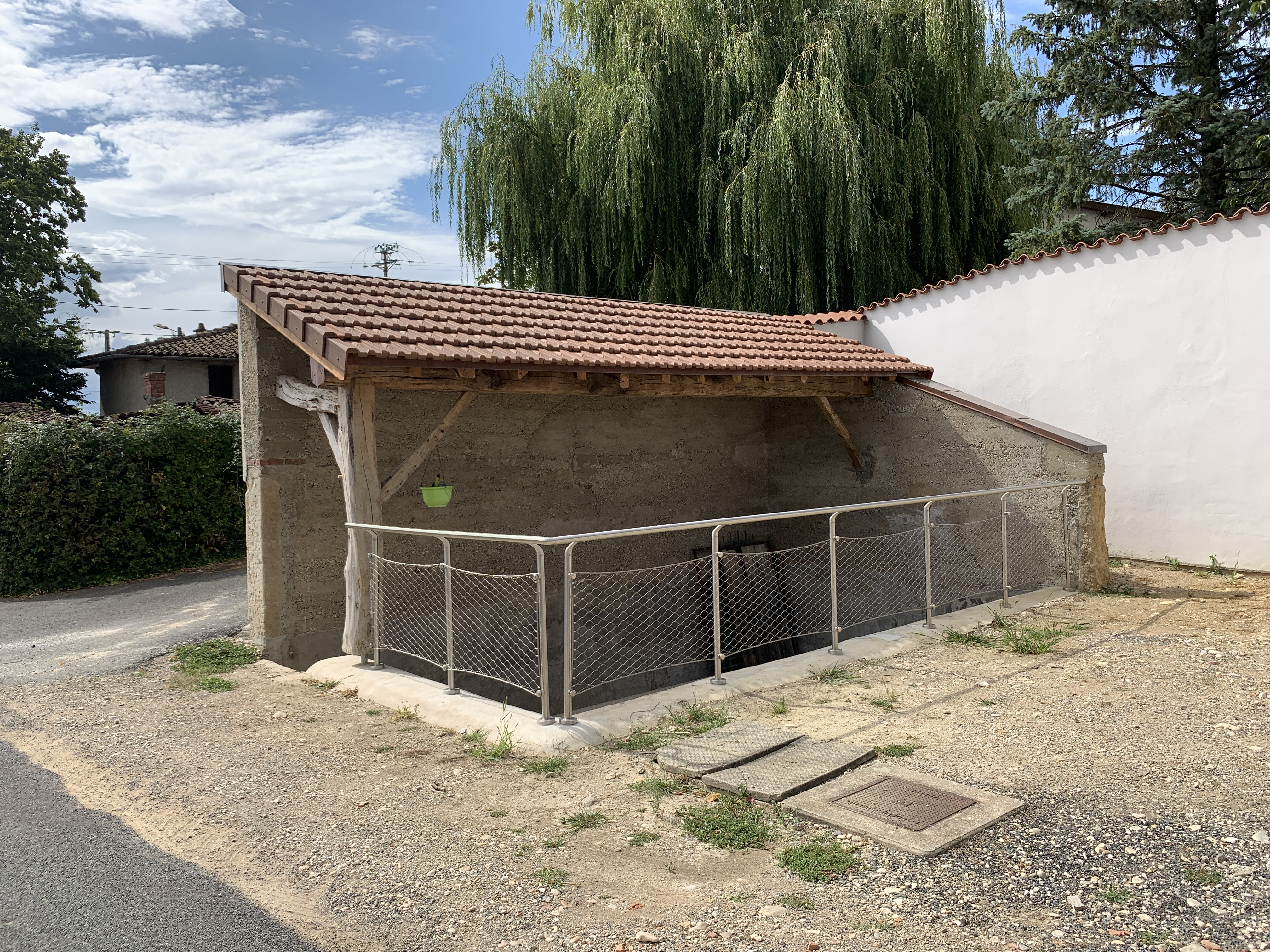
Ehemaliges öffentliches Waschhaus im Ortsteil Montbuisson
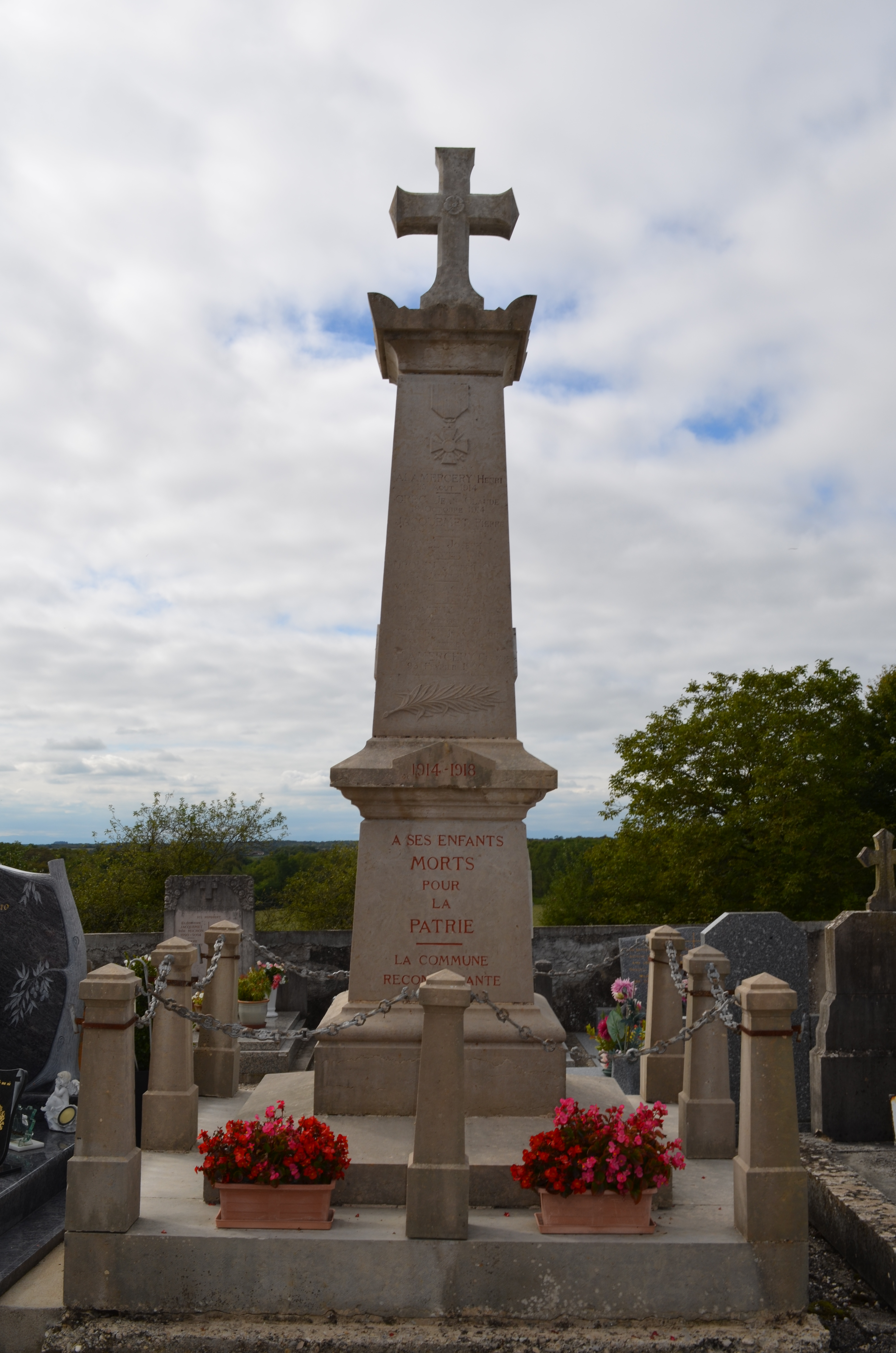
Gefallenendenkmal